# Marg Helgenberger
Mary Marg Helgenberger (Fremont, Nebraska, 16 november 1958) is een Amerikaanse actrice.

## Loopbaan
Helgenberger is vooral bekend van CSI: Crime Scene Investigation, waarin ze de rol van Catherine Willows speelde. Al jaren daarvoor speelde ze in de televisieserie China Beach de rol van KC Koloski, waar ze ook een Emmy voor won.
Op 23 januari 2012 kreeg Marg Helgenberger een ster op de Hollywood Walk of Fame, op enkele meters afstand van de ster van haar CSI-collega William Petersen.

## Films
- Columbus Day (2008)
- Mr. Brooks (2007)
- In Good Company (2004)
- Erin Brockovich (2000)
- Perfect Murder, Perfect Town (2000)
- Happy Face Murders (1999)
- Lethal Vows (1999)
- The Gulf War (1998)
- Giving Up the Ghost (1998)
- Species II (1998)
- Thanks to a Grateful Nation (1998)
- Elmore Leonard's Gold Coast (1997)
- Fire Down Below (1997)
- The Last Time I Committed Suicide (1997)
- Murder Live! (1997)
- My fellow Americans (1996)
- Conundrum (1996)
- Frame By Frame, aka Conundrum (1996)
- Inflammable (1995)
- Just Looking (1995)
- Species (1995)
- Bad Boys (1995)
- Keys (1994)
- Lie Down With Lions (1994)
- The Cowboy Way (1994)
- Where Are My Children? (1994)
- Blind Vengeance (1994)
- Stephen King's The Tommyknockers (1993)
- Distant Cousins (1993)
- When Love Kills: The Seduction of John Hearn (1993)
- Partners (1993)
- Desperate Motive (1992)
- In Sickness and In Health (1992)
- Through the Eyes of a Killer (1992)
- Death Dreams (1991)
- Crooked Hearts (1991)
- Blind Vengeance (1990)
- Always (1989)
- After Midnight (1989)
- Peacemaker (1990)

## Televisieseries
- Under the Dome (2015)
- Intelligence (2014)
- King of the Hill (2004)
- CSI: Crime Scene Investigation (2000 - 2013)
- Frasier (2000)
- Partners (1999)
- ER: John Carter, M.D. (1996)
- ER: Fevers of Unknown Origin (1996)
- ER: Take These Broken Wings (1996)
- ER: Fire In The Belly (1996)
- The Larry Sanders Show (1995)
- Fallen Angels (1993)
- The Hidden Room (1991)
- Tales From The Crypt - Deadline (1991)
- China Beach (1988 - 1991)
- Thirtysomething (1987)
- Matlock (1987)
- Karen's Song (1987)
- Shell Game (1987)
- Spenser: For Hire (1986)
- Ryan's Hope (1982 - 1985)

## Computerspel
- CSI: Crime Scene Investigation (2003) - Catherine Willows (stem)
- CSI: Dark Motives (2004) - Catherine Willows (stem)

## Prijzen en nominaties
Golden Globes USA:
- 1991: Genomineerd voor Best Performance by an Actress in a Supporting Role in a Series, Mini-Series or Motion Picture Made for TV voor haar rol in China Beach
- 2002: Genomineerd voor Best Performance by an Actress in a Television Series - Drama voor haar rol in CSI: Crime Scene Investigation
- 2003: Genomineerd voor Best Performance by an Actress in a Television Series - Drama voor haar rol in CSI: Crime Scene Investigation

Primetime Emmy Awards:
- 1990: Award gewonnen voor Outstanding Supporting Actress in a Drama Series voor haar rol in China Beach
- 1991: Genomineerd voor Outstanding Supporting Actress in a Drama Series voor haar rol in China Beach
- 1992: Genomineerd voor Outstanding Supporting Actress in a Drama Series voor haar rol in China Beach
- 2001: Genomineerd voor Oustanding Lead Actress in a Drama Series voor haar rol in CSI: Crime Scene Investigation
- 2003: Genomineerd voor Oustanding Lead Actress in a Drama Series voor haar rol in CSI: Crime Scene Investigation

Blockbuster Entertainment Awards:
- 2001: Genomineerd voor Favorite Supporting Actress - Drama voor haar rol in Erin Brockovich

People's Choice Awards:
- 2005: Award gewonnen voor Favorite Female Television Star

Satellite Awards:
- 2002: Genomineerd voor Best Performance by an Actress in a Series, Drama voor haar rol in CSI: Crime Scene Investigation

TV Guide Awards:
- 2001: Genomineerd voor Actress of the Year in a New Series voor haar rol in CSI: Crime Scene Investigation

Viewers for Quality Television Awards:
- 1989: Award gewonnen voor Best Supporting Actress in a Quality Drama Series voor haar rol in China Beach
- 1990: Award gewonnen voor Best Supporting Actress in a Quality Drama Series voor haar rol in China Beach
- 1991: Award gewonnen voor Best Supporting Actress in a Quality Drama Series voor haar rol in China Beach

Diversen:
- 2012: Een ster gekregen op de Hollywood Walk of Fame

- Biblioteca Nacional de España: XX1297542
- Bibliothèque nationale de France: cb14031484j (data)
- Gemeinsame Normdatei: 1022149717
- International Standard Name Identifier: 0000 0000 5937 8535
- Library of Congress Control Number: no99060855
- Nationale Bibliotheek van Tsjechië: xx0251419
- Nationale Bibliotheek van Israël: 987007457003905171
- Nationale Bibliotheek van Polen: a0000001607725
- SNAC: w64756j1
- Système universitaire de documentation: 131184091
- Virtual International Authority File: 51889211
- WorldCat: E39PBJwtrmVGvXPqfBch3BHXBP